# Маловисковский сахарный завод
Маловисковский сахарный завод — предприятие пищевой промышленности в городе Малая Виска Кировоградской области Украины.

## История
Сахарный завод в местечке Малая Виска Маловисковской волости Елизаветградского уезда Херсонской губернии Российской империи начал работу в октябре 1899 года. В первый сезон предприятие произвело сахара на 320 тыс. рублей.
В ходе гражданской войны местечко оккупировали австро-немецкие войска, которые в ноябре 1918 года, перед отступлением, разграбили сахарный завод и другие предприятия. Завод пострадал, но в дальнейшем был восстановлен и возобновил работу, а 15 сентября 1921 года для обеспечения завода сырьём было создано первое товарищество по обработке земли.
В 1921/22 хозяйственном году завод произвел 38 тыс. пудов сахара, в 1924/25 году - 602 тыс. пудов. В 1924 году здесь работало 476 постоянных и свыше 1000 временных работников. В это же время при заводе действовал красный клуб, ускоривший процесс ликвидации безграмотности среди местного населения.
2 октября 1924 года заводу было присвоено название «Пролетарий» (в честь рабочей газеты «Пролетарий», редакция которого взяла шефство над заводом и вручила им Красное знамя).
В 1941 году, перед началом войны завод вырабатывал 52 тыс. центнеров сахара, на нём работали 1200 рабочих, 62 служащих, а также 32 инженера и техника.
В ходе Великой Отечественной войны 1 августа 1941 года посёлок городского типа Малая Виска был оккупирован немецкими войсками. В условиях оккупации здесь начала деятельность советская подпольная организация, участники которой из числа работников сахарного завода препятствовали вывозу готовой продукции, выводили из строя оборудование, а также с риском для жизни спасли привезённый на переплавку памятник Ленину (после войны он был установлен на прежнем месте в городском парке). 13 марта 1944 года советские войска освободили посёлок и началось восстановление лежавшего в руинах завода.
В октябре 1944 года завод дал первый сахар.
В 1967 году завод выполнил годовой производственный план на 102,1%.
В 1970 году завод произвёл 733,5 тыс. центнеров сахара.
В целом, в советское время сахарный комбинат входил в число крупнейших предприятий города, на его балансе находились один из двух городских детских садов, заводской клуб, заводской медпункт и другие объекты социальной инфраструктуры.
После провозглашения независимости Украины завод перешёл в ведение Государственного комитета пищевой промышленности Украины. В дальнейшем, государственное предприятие было преобразовано в открытое акционерное общество. В мае 1995 года Кабинет министров Украины утвердил решение о приватизации завода.
3 сентября 2009 года хозяйственный суд Кировоградской области признал завод банкротом.
Позднее заводская нефтебаза и свеклопункт сахарного завода были выведены из состава предприятия и прекратили функционирование (в январе 2019 года они были предложены на продажу в качестве участков под застройку).